# 侵入者 (1962年の映画)
『侵入者』（しんにゅうしゃ、The Intruder）は1962年のアメリカ合衆国の社会派映画。監督はロジャー・コーマン、出演はウィリアム・シャトナーとフランク・マックスウェルなど。アメリカ合衆国南部を舞台に黒人差別問題を描いたチャールズ・ボーモントの小説『The Intruder』を、ボーモント自らの脚色で映画化した作品で、ボーモント本人が校長役で出演している。「B級映画の帝王」と呼ばれるロジャー・コーマン監督による唯一の社会派作品で、批評面では高い評価を得たものの、コーマン作品としては珍しく興行的に失敗した作品でもある。英国でのタイトルは『The Stranger』、また米国で再上映された際のタイトルには『I Hate Your Guts!』や『Shame』がある。
8万ドルという厳しい低予算ながら、人種隔離や公民権の問題に対して迫ったことで、現在では評価されている。この作品は人種問題が強く残る時代に南部で撮影された為、撮影中、地元住民から脅迫・嫌がらせなどの仕打ちを受けた。
日本では劇場未公開だが、DVDが発売されている。

## ストーリー
アメリカ南部のある町に、アダム・クレイマーという男がやって来る。町では人種統合政策により週明けの月曜日から地元の高校に黒人の生徒が10名入学することになっており、そのことに町の人々は不快感を抱きつつも、法律だから仕方ないと諦めていた。アダムは容姿の良さを活かして人々の不満につけ込み、地元の有力者シップマンを味方に付けて集会を開くと、弁舌巧みに人々の心の奥にある黒人に対する不満と憎悪をかき立てる。
町に不穏な空気が高まる中、黒人街の教会が爆破され、黒人牧師が亡くなる事件が起きる。更に、アダムに反発して黒人の味方をした新聞記者トムが、町の人々に激しい暴行を受けて片目を失う大怪我を負う。事態はエスカレートして行き、アダムもコントロールできない状態になる。改めて主導権を握ろうと考えたアダムは、トムの娘エラに接近し、「トムが殺されないため」とそそのかして黒人生徒によるレイプ事件をでっちあげさせる。アダムは自分が率いる形で犯人とされた黒人生徒ジョーイを刑務所に送り込むだけのつもりだったが、人々は黒人生徒をリンチしようとする。
そこにアダムがヒーローになりたがっているだけのただの小物であることに気付いていたサムがエラを連れて現れる。エラはアダムにそそのかされて嘘をついたことを涙ながらに告白する。アダムはエラとサムが嘘をついていると叫ぶが、人々は誰も信じない。アダムの支援者だったシップマンにも見放されたアダムは1人取り残される。

## キャスト
- アダム・クレイマー: ウィリアム・シャトナー - 町にやって来た男。
- トム・マクダニエル: フランク・マックスウェル（英語版） - 新聞記者。アダムへの反発から正義に目覚める。
- エラ・マクダニエル: ビヴァリー・ランスフォード（英語版） - トムの娘。女子高生。アダムに惹かれる。
- ヴァーン・シップマン: ロバート・エムハート（英語版） - 町の有力者。トムの新聞社の大株主。
- サム・グリフィン: レオ・ゴードン（英語版） - アダムと同じホテルに宿泊するセールスマン。
- ヴァイ・グリフィン: ジーン・クーパー - サムの妻。アダムに誘惑されて関係を持ってしまう。
- ジョーイ・グリーン: チャールズ・バーンズ - 黒人の生徒。
- パットン校長: チャールズ・ボーモント - ジョーイの無実を信じて守る。